# Frantzia
Frantzia là danh pháp khoa học của một chi thực vật có hoa trong họ Cucurbitaceae.

## Lịch sử phân loại
Frantzia được Henri François Pittier mô tả năm 1910 với 2 loài là Frantzia montana (loài mới) và Frantzia pittieri (loài chuyển từ Cyclanthera sang); nhưng sau này người ta xác định chúng chỉ là một loài với danh pháp có độ ưu tiên cao hơn là F. pittieri, do nó dựa theo danh pháp mô tả sớm hơn là Cyclanthera pittieri có từ năm 1891.
Cũng trong bài báo này ông mô tả chi Polakowskia với loài mới duy nhất là Polakowskia tacaco.
Năm 1976, Richard P. Wunderlin chuyển Polakowskia thành tổ Frantzia sect. Polakowskia, chuyển Polakowskia tacaco thành F. tacaco; đồng thời mô tả 2 loài mới là F. villosa và F. talamancensis. Năm 1977, ông mô tả tiếp loài F. panamensis.
Năm 1978, Charles Jeffrey đề xuất mở rộng chi Sechium để gộp các loài của các chi Frantzia / Polakowskia (= Frantzia sect. Polakowskia), và chia Sechium nghĩa rộng thành 2 tổ Sechium và Frantzia với 7 loài (trong ngoặc là danh pháp gốc) ông biết khi đó như sau:
- Tổ Sechium:
  - Sechium compositum (= Microsechium compositum)
  - Sechium edule (= Sicyos edulis)
  - Sechium hintonii (= Microsechium hintonii)
  - Sechium tacaco (= Polakowskia tacaco / Frantzia tacaco)
  - Sechium talamancense (= Frantzia talamancensis)
- Tổ Frantzia:
  - Sechium pittieri (= Frantzia pittieri)
  - Sechium villosum (= Frantzia villosa)

Tuy nhiên không phải nhà thực vật học nào cũng công nhận kiểu gộp nhóm này. Năm 1983, Luis Diego Gómez và Jorge Gómez Laurito mô tả loài F. venosa. Năm 1992, Rafael Lira Saade và Fernando Chiang chuyển F. panamensis và F. venosa tương ứng thành Sechium panamense và Sechium venosum. Như thế, cho đến cuối thế kỷ 20 người ta coi Frantzia như là từ đồng nghĩa muộn của Sechium.
Các nghiên cứu di truyền phân tử đầu thế kỷ 21, như Sebastian et al. (2012) cho thấy Sechium nghĩa rộng là đa ngành, với các loài ban đầu được xếp trong các chi Frantzia và Polakowskia dường như không có quan hệ họ hàng gần với phần còn lại của Sechium nghĩa rộng cũng như với Sicyos; cụ thể thì 6 loài từng được liệt kê trong Frantzia tạo thành một nhánh có quan hệ họ hàng gần với Echinopepon spp.; và chúng chỉ có quan hệ họ hàng xa với Sicyos cũng như Sechium nghĩa hẹp.

## Từ nguyên
Tên chi Frantzia là để vinh danh Alexander von Frantzius (1821-1877), bác sĩ kiêm nhà tự nhiên học người Đức, chuyên nghiên cứu hệ động vật, khí hậu học, dân tộc học và địa lý tự nhiên Costa Rica.
Tên chi Polakowskia là để vinh danh Hellmut Polakowski (1847-1917) nhà thực vật học người Đức, một trong những người đầu tiên nghiên cứu hệ thực vật Costa Rica.

## Các loài
Do loài điển hình của Sechium là Sechium edule lồng trong Sicyos nên việc hợp nhất Sechium nghĩa hẹp với Sicyos sẽ làm cho Sechium chỉ được coi là đồng nghĩa muộn của Sicyos, nhưng điều này cũng làm cho việc phục hồi chi Frantzia trở thành có cơ sở và có ý nghĩa. Tuy nhiên, tới thời điểm năm 2024 thì cả World Flora Online và The Plants of the World Online vẫn ghi nhận Frantzia như là từ đồng nghĩa của Sicyos.
Trong trường hợp được phục hồi thì Frantzia sẽ bao gồm các loài sau:
- Frantzia panamensis (= Sechium panamense).
- Frantzia pittieri (= Sechium pittieri) - loài điển hình.
- Frantzia tacaco (= Sechium tacaco).
- Frantzia talamancensis (= Sechium talamancense).
- Frantzia venosa (= Sechium venosum).
- Frantzia villosa (= Sechium villosum).